# Endika Guarrotxena
Endika Guarrotxena Arzubiaga (Bilbao, 26 ottobre 1961) è un ex calciatore spagnolo.

## Biografia
Anche suo nipote Iker è un calciatore.

## Palmarès

### Club

#### Competizioni nazionali
- Campionato spagnolo: 1

Athletic Bilbao: 1983-1984
- Coppa di Spagna: 1

Athletic Bilbao: 1983-1984
- Supercoppa di Spagna: 1

Athletic Bilbao: 1984